# Rævejagt (signaljagt)
 For alternative betydninger, se Rævejagt. (Se også artikler, som begynder med Rævejagt)
Rævejagt, radiopejleorientering (forkortet RPO) eller ARDF (fra engelsk Amateur Radio Direction Finding) er navnet på en konkurrence som udøves af radioamatører og andre radiointeresserede. Rævejagten er en kombination af konventionel orienteringsløb med kort og kompas - samt radiopejleteknik.
Rævejagten udføres ved, at man med hjælp af en pejlemodtager finder gemte radiosendere ("rævene") i terrænet.  "Ræven" kan være bemandet eller automatisk - og kan lokaliseres ved radiomålinger. Den som finder flest "ræve" på kortest tid vinder. Konkurrencen kan laves både som dagjagt og nattejagt.
Den almindeligste rævejagt sker på radioamatørbåndene 1,8 MHz (160 m), 3,5 MHz (80 m); og på 144 MHz-bandet (2 m). Rævejagt kan også foregå på andre radioamatørbånd.

## Historisk
En af de første omtaler af radioamatør radiopejling er i tidsskriftet The Wireless World and Radio Review, dateret 21. juli 1926. Begivenheden afholdtes i Derbyshire, Storbritannien.
I det danske tidsskrift OZ fra august 1936 beskrives i en artiklen af Steen H. Hasselbalch, OZ7T, hvad en rævejagt er og hvad man behøver. Ifølge OZ september 1936, blev den første danske rævejagt afholdt den 6. september 1936 i Horns Herred. En af de første pejlemodtagere, som kan anvendes til rævejagter på 80, 40 og 20 meter, blev beskrevet i OZ oktober 1936. En af de første pejlemodtager, som kan anvendes til rævejagter på 160 meter (og 80, 40 og 20 meter), blev beskrevet i OZ januar 1938. Video af rævejagt i 1938.
Radiopejleorientering som en sport, har oprindelse i nordeuropa og østeuropa i de sene 1950'ere.[kilde mangler] Amatørradio blev promoveret bredt i nordeuropæiske og østeuropæiske skoler som en moderne videnskabelig og teknisk aktivitet. De fleste mellemstore til store byer havde en eller flere amatørradioklubber i hvilken medlemmer kunne samles og lære om teknologi og hvordan radioudstyr kunne benyttes. En af aktiviteterne som skoler og radioklubber promoverede var at finde radiostationer via radiopejling, en aktivitet som havde en vigtig civilforsvarsanvendelse under den kolde krig. Da kun få individer i europa havde deres egen bil dengang, foregik det meste radiopejleorientering til fods i parker, naturområder eller skoleområder. Sporten radiopejleorientering, som var populær i skandinavien, begyndte at sprede sig til flere og flere lande i europa, inklusiv i de østeuropæiske lande i østblokken.[kilde mangler]
Sportens formelle regler blev først foreslået i England og Danmark i 1950'erne. Sportens første europæiske mesterskab blev holdt i 1961 i Stockholm, Sverige. Fire yderligere internationale mesterskaber blev holdt i europa i 1960'erne og tre mere blev holdt i 1970'erne. Det første verdensmesterskab blev holdt i 1980 i Cetniewo, Polen, hvor konkurrenter fra elleve europæiske og asiatiske lande deltog.[kilde mangler]

## Danske forhold

### Rævejagt på privatradiobånd
Der er tidligere blevet arrangeret mange rævejagter på privatradio via 11 meterbåndet (27 MHz).

### Rævejagt på radioamatørbånd
Ifølge den danske telemyndighed er der givet tilladelse til, at EDR må benytte rævesendere med følgende frekvenser. Det kræver ingen radiotilladelse at benytte rævemodtagere.
| Radioamatørbånd | Danske telemyndighed: frekvens interval | Danske telemyndighed: Polarisation | Danske telemyndighed: ITU modulation | EDR kommentar                                                                                          |
| --------------- | --------------------------------------- | ---------------------------------- | ------------------------------------ | --- |
| 160 meter       | 1825 kHz                                | lodret                             | A1A                                  | A1A (CW)                                                                                               |
| 80 meter        | 3500-3800 kHz                           | lodret                             | A1A                                  | 3580 KHz ±100 Hz (ræve) og 3555 KHz ±100 Hz (målradiofyr) A1A (CW)                                     |
| 2 meter         | 144-146 MHz                             | vandret                            | A1A, A2A, F2B                        | 144,7375 MHz ±2,5 Khz (ræve) og 144,810 MHz ±2,5 KHz (målradiofyr). A2A (enkeltsidebånd med bærebølge) |
| 70 centimeter   | 432-438 MHz                             | vandret                            | A1A, A2A, F2B                        | |